# Boscaler del Kinabalu
El boscaler del Kinabalu (Locustella accentor) és una espècie d'ocell de la família dels locustèl·lids (Locustellidae). És endèmic de l'illa de Borneo (Malàisia). Habita els boscos tropicals i subtropicals de frondoses humits de l'estatge montà. El seu estat de conservació es considera de risc mínim.